# Hélicoptère noir

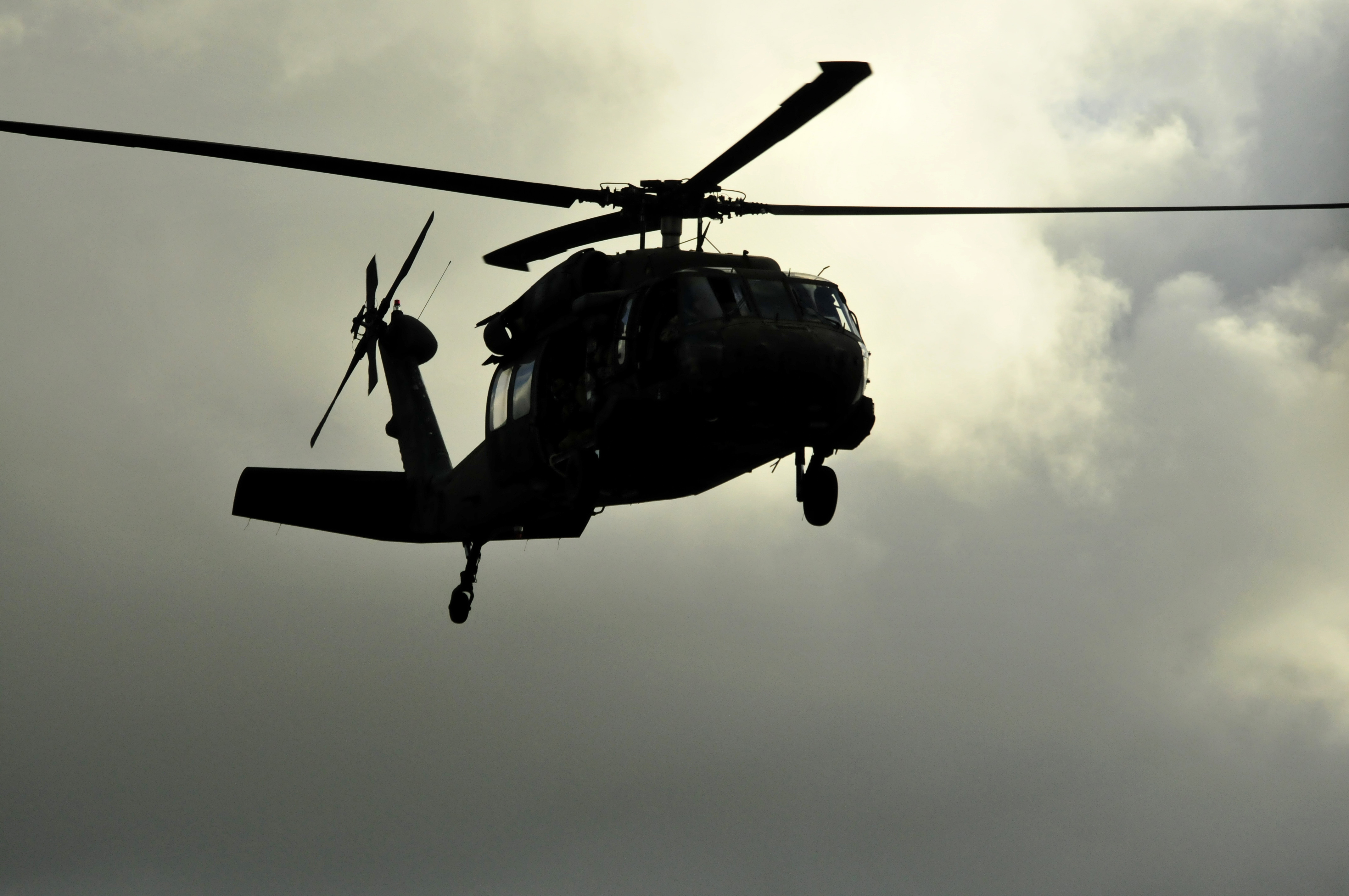
Des hélicoptères noirs banalisés ont été décrits dans les théories du complot depuis les années 1970

Parmi les théories du complot, l'hélicoptère noir (en anglais : black helicopter) est un symbole d'une prétendue prise de contrôle militaire conspiratrice des États-Unis dans le mouvement des milices américaines, et a également été associé à des ovnis, en particulier au Royaume-Uni, aux hommes en noir et à des complots de même nature,,.

## Description
Des histoires d'hélicoptères noirs sont apparues pour la première fois dans les années 1970 et étaient liées à des rapports de mutilations de bétail,. Il est possible que l'idée provienne du livre de Hal Lindsey (en), The Late Great Planet Earth (en), publié en 1970 et populaire parmi les théoriciens du complot. Lindsey a conjecturé que les créatures ressemblant à des sauterelles référencées dans le livre de l'Apocalypse dans le Nouveau Testament étaient en fait des hélicoptères, que Jean n'avait jamais vus et ne savait donc pas comment les décrire.
Jim Keith a écrit deux livres sur le sujet : Black Helicopters Over America : Strikeforce for the New World Order (1995) et Black Helicopters II : The End Game Strategy (1998).
L'attention des médias sur les hélicoptères noirs a augmenté en février 1995, lorsque la représentante républicaine du nord de l'Idaho pour le premier mandat, Helen Chenoweth, a accusé des agents fédéraux armés d'atterrir des hélicoptères noirs sur la propriété des éleveurs de l'Idaho pour faire appliquer la loi sur les espèces en voie de disparition. « Je ne les ai jamais vus », a déclaré Chenoweth dans une interview au New York Times. « Mais suffisamment de personnes dans mon district se sont inquiétées pour que je ne puisse pas simplement l'ignorer. Nous avons des preuves ».
Les croyants aux théories du complot sur les ovnis prétendent souvent que des hélicoptères noirs non marqués sont vus à proximité des observations d'ovnis, la supposition étant que les hélicoptères appartiennent à un prétendu département gouvernemental secret qui dissimule des preuves de visites extraterrestres et d'ovnis du grand public.
La conjecture des hélicoptères noirs résonne bien avec la croyance de certains dans le mouvement des milices que les troupes des Nations unies pourraient envahir les États-Unis. La John Birch Society a publié un article dans The New American détaillant comment l'existence de l'avion secret était principalement le produit d'erreurs visuelles possibles et d'une tendance à la prudence excessive.

## Utilisation documentée

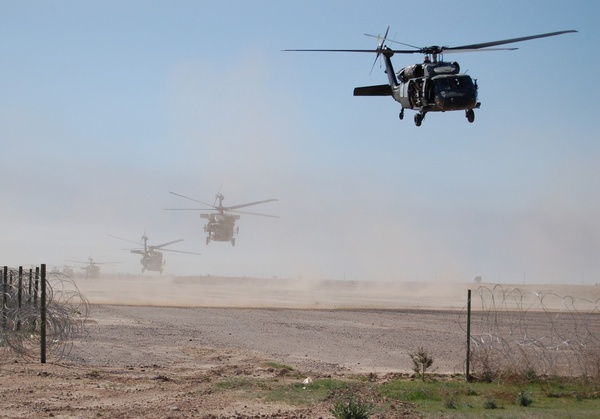
Hélicoptères Sikorsky UH-60 Black Hawk volant en Irak.

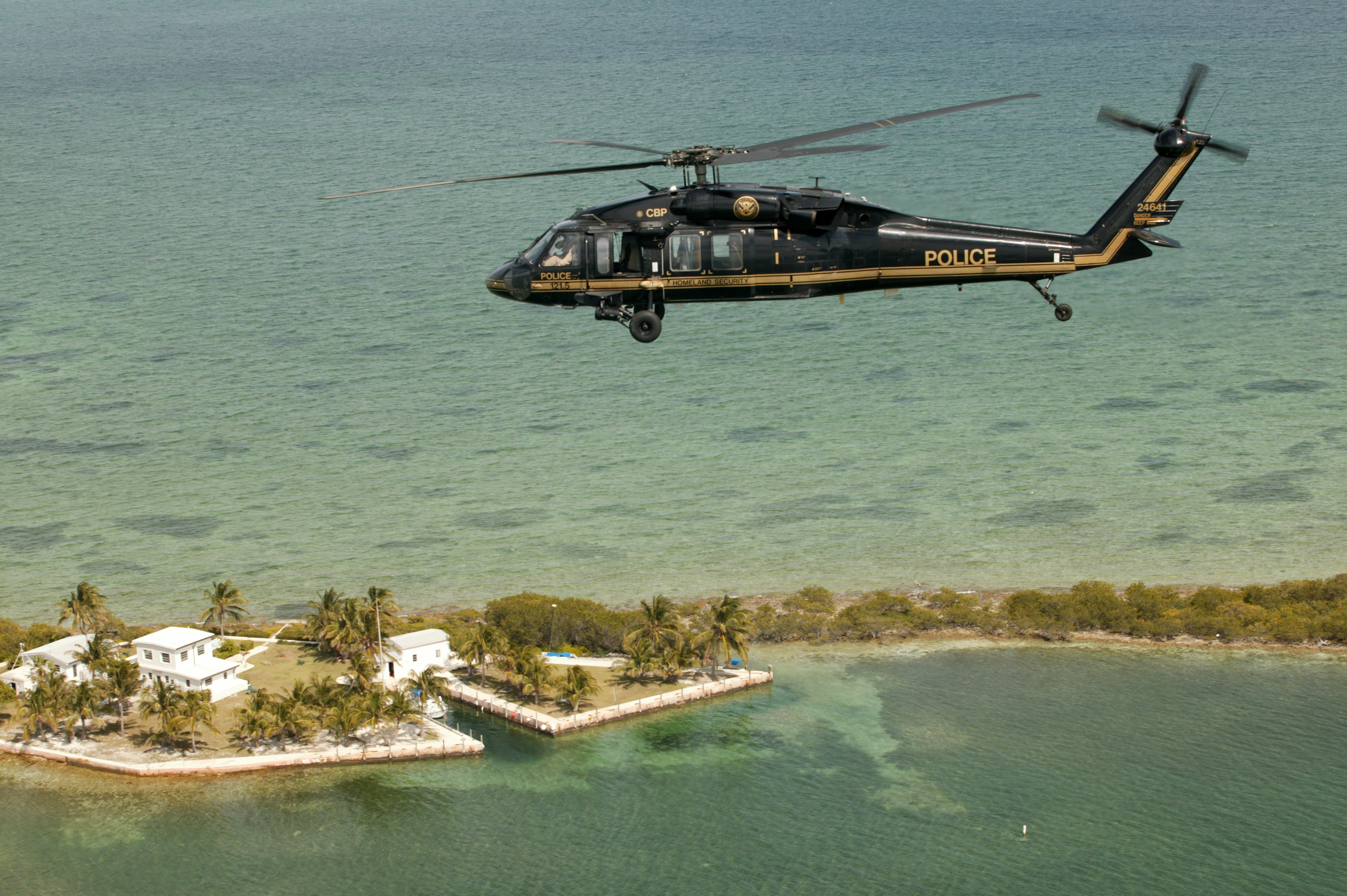
L'organisation américaine des douanes et de la protection des frontières utilise des hélicoptères noirs UH-60 Sikorsky

Les organisations et agences gouvernementales suivantes sont connues pour exploiter des hélicoptères noirs et/ou banalisés aux États-Unis pour des utilisations non classifiées :
- L'US Customs and Border Protection exploite une douzaine d'hélicoptères UH-60 Black Hawk noir et or[7],
- L'armée américaine des 160e Special Operations Aviation Regiment utilise des hélicoptères principalement peints en noir et d'autres forces américaines opèrent avec des hélicoptères peints dans des couleurs noires ou sombres, en particulier le Pave Low, qui a été optimisé pour l'insertion furtive à longue portée et l'extraction du personnel, y compris la recherche et le sauvetage au combat. L'armée américaine mène régulièrement à la fois des exercices et des missions opérationnelles dans l'espace aérien américain. Certains de ces exercices ont eu lieu dans des villes densément peuplées, notamment Los Angeles, New York, Detroit, San Francisco, La Nouvelle-Orléans[8], Oakland, Chicago[9], et Washington, DC. La plupart des missions opérationnelles sont chargées de l'interdiction des stupéfiants dans le sud-ouest américain et hors de la Floride et de Porto Rico. Grâce à l'utilisation intensive d'appareils IR, radar, GPS et de vision nocturne, ainsi que d'autres moyens classifiés, ils sont capables de voler dans des conditions de visibilité nulle sans feux de circulation.
- Au début des années 1970, Air America (une ancienne compagnie aérienne factice exploitée secrètement pour le compte de la CIA sous le couvert d'une entreprise commerciale privée) a effectué des vols d'essai de deux hélicoptères Hughes OH-6 Cayuse noirs hautement modifiés à Culver City, en Californie[10]. Une fois la mission confiée, un hélicoptère a été transféré à la propriété de la Pacific Corporation de Washington, DC[10]. Le deuxième hélicoptère vole actuellement pour le bureau du shérif du comté de Snohomish dans l'État de Washington[11].
- De nombreux organismes américains chargés de l'application des lois utilisent des hélicoptères noirs pour la surveillance, le transport et la patrouille. Certaines des agences qui les utilisent sont US Customs and Border Protection[12], l'Immigration and Customs Enforcement, le US Marshals Service, la Drug Enforcement Administration et le Federal Bureau of Investigation[13].

## Terme péjoratif
Le terme a également été utilisé pour ridiculiser d'autres théories du complot ou théoriciens du complot :
- En 2007, un article de Slate sur l'arbitrage du basket-ball déclarait : « À la suite de ce scandale, chaque match sera remis en question, et pas seulement par les fans disposés à voir des hélicoptères noirs à l'extérieur de l'arène »,
- En 2013, le vice-président Joe Biden a eu recours à ce terme dans un discours en réponse à la National Rifle Association of America lors de la campagne de la Maison Blanche pour la vérification des antécédents de tous les acheteurs d'armes à feu, déclarant : « La foule des hélicoptères noirs est vraiment bouleversée. C'est un peu effrayant, mec »[14],
- En 2018, le département américain de la Sécurité intérieure a proposé une base de données pour surveiller les activités des journalistes, blogueurs et autres « influenceurs médiatiques ». En réponse aux inquiétudes, le porte-parole du DHS a déclaré : « Malgré ce que certains journalistes peuvent suggérer, ce n'est rien de plus que la pratique standard de surveiller les événements actuels dans les médias. Toute suggestion contraire convient aux théoriciens du complot portant un chapeau de papier d'aluminium[15],
- En 2020, le gouverneur de Floride Ron DeSantis, lors d'une apparition publique avec le vice-président des États-Unis Mike Pence, a repoussé les critiques de son administration dans leur gestion de la pandémie de COVID-19, en déclarant : « Nous avons réussi, et je pense que les gens ne veulent pas le reconnaître, car cela remet en question leur récit, cela remet en question leur hypothèse, alors ils doivent essayer de trouver un croque-mitaine ; ce sont peut-être des hélicoptères noirs qui tournent autour du ministère de la Santé. Si tu crois ça, euh, j'ai un pont à Brooklyn à te vendre »[16],[17],[18].

## Représentations fictives
- New York 1997 est un film de 1981 où les États-Unis sont dépeints comme un État policier complet en 1997. La police des États-Unis utilise des hélicoptères noirs pour patrouiller les murs frontaliers de l'île de Manhattan, devenue  une colonie pénitentiaire. L'USPF utilise les hélicoptères pour effectuer des extractions, de la surveillance et tuer des détenus qui tentent de s'échapper. Dans la suite de 1996, Los Angeles 2013, les hélicoptères de l'USPF sont plus futuristes dans leur forme et leur fonction avec des rotors repliables qui se rétractent vers le haut après un atterrissage,
- Blue Thunder, un film où un policier est affecté comme pilote d'essai d'un hélicoptère armé avancé de couleur sombre destiné à des missions antiterroristes. Il découvre alors un complot visant à attiser les émeutes dans les ghettos urbains comme prétexte pour déclarer l'état d'urgence nationale afin d'instaurer une dictature, utilisant de tels hélicoptères pour soumettre la population.
- Airwolf, une série télévisée dans laquelle une agence de renseignement connue uniquement sous le nom de « The Firm » utilise un hélicoptère armé avancé de couleur sombre pour mener des missions d'espionnage à l'étranger et aux États-Unis.
- Amerika, une mini-série télévisée dans laquelle l'Union soviétique a pris le contrôle des États-Unis sous le prétexte d'une mission de maintien de la paix des Nations unies et utilise des hélicoptères armés peints en noir pour intimider la population locale et détruire toute résistance à leur régime.
- Deus Ex, un jeu où le protagoniste utilise un hélicoptère noir comme moyen de transport principal.
- The X-Files : Fight the Future est un long métrage de 1998 écrit par Chris Carter et Frank Spotnitz. Des hélicoptères noirs sont présents lorsqu'ils poursuivent les personnages centraux Fox Mulder et Dana Scully qui ont découvert une installation de stockage pour les abeilles qui ont été génétiquement modifiées pour transporter un virus extraterrestre. Les hélicoptères noirs banalisés jouent également un rôle clé dans les épisodes finaux des saisons deux et neuf de la série télévisée, impliquant L'homme à la cigarette.
- Capricorn One : Après que les astronautes Robert Caulfield et Charles Brubaker se soient échappés d'une installation du gouvernement américain où ils ont été forcés de simuler l'atterrissage sur Mars, ils sont poursuivis par une paire d'hélicoptères noirs menaçants[19],
- The Secret World : des hélicoptères noirs avec des auvents teintés de rouge appartenant au groupe ténébreux Orochi apparaissent à plusieurs endroits dans le jeu, notamment dans la région de Kingsmouth Town, qui comprend une quête intitulée « Hélicoptères noirs ».